# Marinčev Grič
Marinčev Grič este o localitate din comuna Vrhnika, Slovenia.